# Синеухий красный лори
Синеухий красный лори (лат. Eos reticulata) — птица отряда попугаеобразных.

## Внешний вид
Длина тела 31 см. Основная окраска оперения красная. От глаза до уха проходят синие полоски. Хвост коричнево-черный, кроющие перья крыла с чёрными пестринами.

## Распространение
Обитает в южной части принадлежащих Индонезии Молуккских островов, в частности, на островах Танимбар и Бабар. Обитал также на островах Кай, но там, вероятно, вымер.

## Образ жизни
Населяют мангровые и кокосовые рощи, плантации и леса. Очень активная, общительная птица.